# هزار واژه‌ها
بازی هزار واژه‌ها (به انگلیسی: ‎1000 Words) بر اساس مجموعه بازی‌های فکری و آموزشی بر روی گوشی‌های تلفن همراه است که در سال ۲۰۰۴ توسط شرکت گیم‌لافت در سطح جهان تولید و منتشر شد.

## داستان بازی
داستان این بازی بر اساس افسانه‌های کهن و اساطیر یونان باستان می‌باشد. یک روستازاده جوان از روستایی به نام Xerxes مجال می‌یابد تا از قید زندگی ساده روستایی رها شده و برای رسیدن به ثروت و شهرت با خدایان و اساطیر یونان باستان به مقابله برخیزد. اما این مبارزه نه حالت اکشن دارد نه جنگ، بلکه مبارزه به صورت دانش، سواد و معلومات این شخص می‌باشد.

## گیم‌پلی

گیم پلی بازی

گیم پلی این بازی بر اساس بازی‌های فکری و پازل طراحی شده و بازیباز در ابتدای بازی باید با استفاده از شش حرف، واژه یا واژه‌هایی رو بسازد. در ادامه روند بازی بهتر شده و مدهای جدیدی به بازی اضافه می‌گردند. حروف برای جابجایی، توسط یک کرسر (که به صورت یک علامت فلش دار در بازی است)  انتخاب می‌شوند. این بازی دارای سه مد متفاوت در بخش کوئیک پلی (Quickplay) می‌باشد:
- کلاسیک (Classical): در این حالت بازیباز باید قبل از تمام شدن وقت، واژه‌های متعدد و بیشتری از کلمات داده شده پیدا نماید.
- مبارزه شش حرفی (Six-Letter Challenge): پیدا کردن شش واژه در تعداد معینی حق انتخاب برای بازیباز.
- تدریجی (Evolution): پیدا نمودن و حدس زدن واژه‌ها از کلمات داده شده قبل از اتمام زمان.

بخش دیگر بازی، کوئست مد می‌باشد که بازیباز در روی نقشه می‌تواند با حریفان مختلف به نبرد بپردازد.
این بازی دارای صدا و موسیقی نیز می‌باشد.

## معادل‌های انگلیسی
1. ↑  Gameloft
2. ↑  Samir El Agili